# Repeat Offender
Repeat Offender es el nombre del segundo álbum de estudio grabado por el cantautor estadounidense Richard Marx, Fue lanzado al mercado por la compañía discográfica Capitol Records a mediados de 1989, donde se desprende la balada: Right Here Waiting.

## Antecedentes
Después de salir de gira por catorce meses en su primer álbum, Marx volvió al estudio con un número de canciones que habían sido escritas mientras estaba en recorrido. El disco fue grabado con músicos bien conocidos del área de estudio de Los Ángeles y pasaría a ser más exitoso que su álbum debut.

## Listado de canciones
Todas las canciones escritas y compuestas por Richard Marx, a menos donde se indique lo contrario. 
| N.º | Título                                    | Letras              | Música              | Duración |  |
| 1.  | «Nothin' You Can Do About It»             |                     |                     | 4:44     |  |
| 2.  | «Satisfied»                               |                     |                     | 4:14     |  |
| 3.  | «Angelia»                                 |                     |                     | 5:17     |  |
| 4.  | «Too Late to Say Goodbye»                 | Fee Waybill         |                     | 4:52     |  |
| 5.  | «Right Here Waiting»                      |                     |                     | 4:24     |  |
| 6.  | «Heart on the Line»                       | Marx, Bruce Gaitsch | Marx, Bruce Gaitsch | 4:43     |  |
| 7.  | «Real World»                              |                     |                     | 4:14     |  |
| 8.  | «If You Don't Want My Love»               | Waybill             |                     | 4:07     |  |
| 9.  | «That Was Lulu» (sólo en ediciones en CD) | Dean Pitchford      |                     | 3:44     |  |
| 10. | «Wild Life» (Pista adicional para Japón)  |                     |                     | 4:08     |  |
| 11. | «Wait for the Sunrise»                    |                     |                     | 4:15     |  |
| 12. | «Children of the Night»                   |                     |                     | 4:45     |  |

## Sencillos
Los siguientes sencillos fueron lanzados del álbum, con las más altas posiciones en lista.
| #  | Título                    | Fecha | Estados Unidos | Reino Unido |
| -- | ------------------------- | ----- | -------------- | ----------- |
| 1. | «Satisfied»               | 1989  | 1              | 52          |
| 2. | «Right Here Waiting»      | 1989  | 1              | 2           |
| 3. | «Angelia»                 | 1989  | 4              | 45          |
| 4. | «Too Late to Say Goodbye» | 1990  | 12             | 38          |
| 5. | «Children of the Night»   | 1990  | 13             | 54          |

## Créditos del álbum
Richard Marx - voz principal y coros (1-4, 6-11)
Michael Omartian - piano acústico (1, 7, 11), teclados (11)
CJ Vanston - teclados (2-5, 8, 10, 11)
Bill Champlin - órgano Hammond B3 (1, 7, 8, 9), coros (1, 7, 8, 9)
Bill Payne - Órgano Hammond B3 (2)
Bill Cuomo - teclados (10)
Steve Lukather - guitarra (1), solo de guitarra (1)
Bruce Gaitsch - guitarra (2, 3, 5, 6, 8), solo de guitarra (3, 6, 8), guitarra acústica (4)
Michael Landau - guitarra (2, 3, 4, 6, 7, 10, 11), solo de guitarra (2, 3, 4, 10, 11)
Jon Walmsley - guitarra (7, 9), 1.er solo de guitarra (7)
Paul Warren - 2.º solo de guitarra (7), guitarra (9, 10)
John Pierce - bajo (1)
Randy Jackson - bajo (2, 6, 11), bajo sintetizado (8)
Jim Cliff - bajo (3, 4, 7, 9, 10)
Mike Baird - batería (1, 2)
Prairie Prince - batería (3, 4, 6, 11)
John Keane - batería (7, 10)
John Robinson - batería (8)
Michael DeRosier - batería (9)
Paulinho da Costa - percusión (2, 8, 11)
Marc Russo - saxofón (3, 11), saxo solo (6)
Dave Koz - saxofón (7)
Tom Scott - saxo solo (11)
Larry Williams - saxofón (11)
Gary Grant - trompeta (11)
Jerry Hey - trompeta (11)
Dick Marx - arreglos de trompeta (11)
Bobby Kimball - coros (1, 7, 8, 9)
Cynthia Rhodes - coros (2, 6, 11)
Fee Waybill - coros (4)
David Cole - coros (6)
Bob Coy - coros (6)
Tommy Funderburk - coros (6)
Ruth Marx - coros (6)
John Moore - coros (6)
Shelley Cole - coros (11)
Kevin Cronin - coros (11)
Larry Gatlin - coros (11)
Rudy Gatlin - coros (11)
Steve Gatlin - coros (11)
Gene Miller - coros (11)
Don Shelton - coros (11)
Terry Williams - coros (11)
- Datos: Q1858895